# Alain Celzard
Alain Celzard, né le 20 avril 1971 à Lunéville, est un spécialiste français des matériaux poreux, internationalement reconnu pour ses travaux sur les matériaux biosourcés et les matériaux carbonés.

## Biographie
Né en 1971 à Lunéville, Alain Celzard mène ses études supérieures à Nancy, à l'Université Henri Poincaré, en chimie physique et en science des matériaux (DEUG, Maîtrise, DEA de Sciences et génie des matériaux, Magistère de Génie moléculaire, matériaux, procédés). Il effectue sa thèse (Contribution à l'étude du phénomène de percolation dans des matériaux composites à propriétés anisotropes) au sein du Laboratoire de chimie du solide minéral (LCSM), et la soutient en juin 1995.
À 25 ans seulement, il est recruté comme Maître de conférences, ce qui lui vaut une invitation à la Maison de la Chimie par le ministre de l'enseignement supérieur et de la recherche. Il passe son habilitation à diriger des recherches (HDR) en 2002, et, dès l'année suivante, reçoit, avec l'équipe à laquelle il appartient, le Grand prix de la recherche de la Société industrielle de l'Est.
En 2005, il quitte Nancy pour Épinal, où il rejoint l'École nationale supérieure des technologies et industries du bois  (ENSTIB), où il devient professeur. Il y créé une antenne délocalisée du Laboratoire de chimie du solide minéral, qui deviendra l’équipe de recherche « Matériaux Biosourcés » en 2012, après la création de l’Institut Jean Lamour. Il est également impliqué dans la mise en place de ce qui va devenir le Pôle de Compétitivité Fibres Grand Est et devient le conseiller scientifique du Centre d'essais textiles lorrain (CETELOR, un centre de transfert de technologie spécialisé dans le textile), fonction qu'il occupe pendant une dizaine d’années.
L'orientation de ses travaux vers les matériaux fonctionnels dérivés de ressources naturelles, un thème émergent, lui vaut rapidement une reconnaissance locale, puis, dès 2010, nationale, lorsqu'il est nommé à l'Institut universitaire de France. Il reçoit ensuite le 1er Prix du Prix du Chercheur, décerné par le Conseil régional de Lorraine en 2011, puis le 1er Prix des techniques innovantes pour l'environnement, décerné par l'ADEME au Salon Pollutec en 2012. Cette même année, il est nommé membre de l'Académie lorraine des sciences. Ses travaux sont aujourd'hui reconnus mondialement, ce qui lui vaut, en 2012, un prix du Fraunhofer Gesellschaft (Allemagne), un séjour de recherche au Riken Institute (Japon) en 2015, puis, en 2017, une élection à l'International Academy of Wood Science (Académie mondiale des sciences du bois),.

## Travaux de recherches
Alain Celzard dirige, de 2017 à 2022, le département Nanomatériaux, électronique et vivant (N2EV) qui regroupe six équipes de recherche et une centaine de membres au sein de l'Institut Jean Lamour, laboratoire spécialisé dans les matériaux.
Les travaux effectués au sein de ce département portent notamment sur les matériaux carbonés dérivés de tanins extraits du bois, avec des applications dans le domaine de l'énergie, de l'environnement, de l'électromagnétisme. Les avancées réalisées ont permis la mise au point de différents matériaux poreux, notamment mousses et autres monolithes à porosité contrôlée, poudres, gels, résines, membranes et (nano)composites.
Plusieurs brevets ont été déposés.

## Récompenses et honneurs
- 2003 : Grand Prix de la recherche de la Société industrielle de l'Est[7]
- 2010 : Membre junior de l'Institut universitaire de France[8]
- 2012 : German High Tech Champion Award du Fraunhofer-Gesellschaft die Materialwissenschaftlerin[9]
- 2017 : Fellow de l'International Academy of Wood Science[10]
- 2019 : Prix international Charles E. Pettinos de l'American Carbon Society avec Vanessa Fierro[11]
- 2022 : Membre senior de l'Institut universitaire de France[8]

## Sources biographiques
- L'essentiel des éléments biographiques sont repris de la présentation d'Alain Celzard par Pierre Steinmetz, lors de la séance de l'Académie lorraine des sciences (ALS) du 11 octobre 2012, à l'occasion de sa réception comme membre de l'Académie. Bulletin de l'Académie Lorraine des Sciences n°51 (2012), pp. 70-72.